# Lincoln Rhyme
Lincoln Rhyme je postava z knih Jefferyho Deavera. Jedná se o ochrnutého kriminalistu, ke svému ochrnutí přišel před lety při ohledávání místa činu na staveništi. Může pohybovat pouze hlavou, rameny a levým prsteníkem. Bydlí na západní straně Central Parku se svým ošetřovatelem Thomem Restonem. Dá se charakterizovat jako vědecky smýšlející génius, s chutí pro záhady. Při vyšetřování je lhostejný ke všemu kromě důkazů, svědky nepovažuje za důvěryhodné. Několik let po nehodě často myslel na sebevraždu, chuť do života mu vrátil velmi obtížný případ (kniha Sběratel kostí), který dostal za úkol vyřešit a při stejném případu začal spolupracovat s policistkou Amélií Sachsovou, která se stala jeho chráněnkyní a později milenkou. Před nehodou byl ženatý se svou první ženou Blaine, po nehodě se s ní rozvedl. Rhyme se objevuje v jedenácti Deaverových knihách a třech povídkách.

## Romány
1. Sběratel kostí
2. Tanečník
3. Prázdné křeslo
4. Kamenná opice
5. Iluze
6. Dvanáctá karta
7. Hodinář
8. Rozbité okno
9. Hořící drát
10. Pokoj smrti
11. Sběratel kůží
12. Ocelový polibek
13. Poslední hodina
14. Ostrý řez
15. Noční návštěvník
16. Hodinářův trik

## Povídky
1. Vánoční dárek – Jako součást povídkové sbírky Panoptikum
2. Locardův Princip – jako součást povídkové sbírky Vrahem může být kdokoliv
3. Učebnicový případ

## Partneři
- Thom je Rhymův ošetřovatel, je u něj nejdéle zaměstnaný ošetřovatel, většinu z předchozích Lincoln po několika dnech vyhodil.
- Amélie Sachsová je Rhymova chráněnkyně a milenka.
- Lon Selitto je detektiv Newyorské policie.
- Fred Dellray je agent FBI. Je to agent v utajení přezdívaný „Chameleon“.
- Mel Cooper je laboratorní technik, který analyzuje důkazy.
- Terry Dobyns je psycholog NY policie a byl první, který mluvil s Rhymem po nehodě.
- Kara je mladá iluzionistka, která pomáhá Rhymovi v románu Iluze.
- Roland Bell je agent FBI a specializuje se na ochranu svědků.
- Ron Pulaski je pochůzkář NY policie, poprvé se objevuje v knize Dvanáctá karta. Rhyme se ho těžko zbavuje a se spokojením ho nazývá „zelenáč“.
- Parker Kincaid je analytik sporných dokumentů, písmoznalec.
- Kathryn Dance je kynetická analytička,která pracuje Kalifornskou policii. Poprvé se objevuje v knize Hodinář.